# Euclystis plusioides
Euclystis plusioides är en fjärilsart som beskrevs av Druce. Euclystis plusioides ingår i släktet Euclystis och familjen nattflyn. Inga underarter finns listade i Catalogue of Life.